# Linienleuchte
Als Linienleuchte, auch Zeilenleuchte, bezeichnet man lichtstarke Leuchtentypen, die insbesondere bei Zeilenkamera-Inspektionssystemen Anwendung finden. Im Rahmen dessen wird Licht mit hoher Leuchtdichte auf einen schmalen Streifen projiziert, damit Zeilenkameras auch bei hohen Bahngeschwindigkeiten mit einer hohen Zeilenfrequenz und daraus resultierenden kurzen Belichtungszeiten kontrastreiche Bilder für die Auswertung liefern. Dank der kollimierten Beleuchtung sorgt die Zeilenbeleuchtung auch bei großen Abständen für kontrastreiche Ergebnisse. 

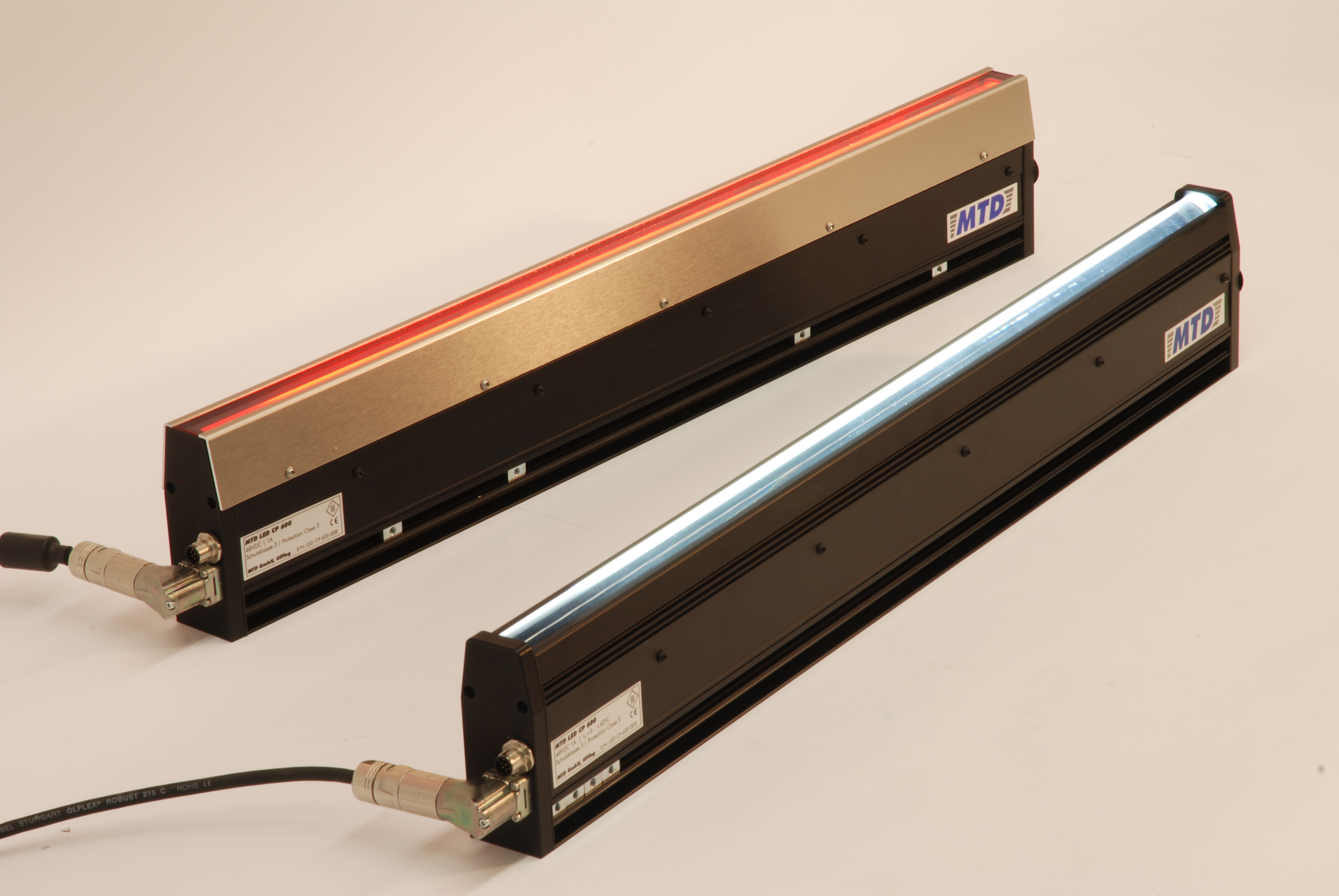
Linienleuchten

Während in der Vergangenheit häufig Leuchtstofflampen als Leuchtmittel zum Einsatz kamen, sind diese aktuell fast durchgängig durch LEDs ersetzt. LEDs als Lichtquelle weisen gegenüber Leuchtstoffröhren eine Reihe von Vorteilen auf, wie zum Beispiel eine höhere Lichtleistung oder auch die Steuerbarkeit der Ausgangsleistung. Diese kann sowohl lokal (nur für Teilbereiche der Leuchte) als auch für die gesamte Leuchte in einem größeren Dynamikbereich realisiert werden. Auch ein schnelles Triggern der Leuchte ist möglich.
Neben monochromen Lichtfarben wie z. B. Rot oder Blau sind auch verschiedene Weißtöne (Farbtemperaturen) erhältlich. Ebenso verfügbar sind Beleuchtungen im IR-, NIR-, SWIR- und UV-Spektrum. Die Kühlung von sehr leistungsstarken Beleuchtungen erfolgt dabei mittels Wasser oder Luft. Die Luft- oder Wasserkühlung steuert einer Überhitzung der Zeilenbeleuchtung entgegen.

## Einsatzgebiete
Zeilenleuchten werden im Rahmen von bildverarbeitenden Systemen sowohl für die Qualitätssicherung, die Defekterkennung als auch für Sortierverfahren eingesetzt.

## Beleuchtungsarten
Da bei den Qualitätssicherungsverfahren in der Industrie unterschiedliche Beleuchtungsvarianten benötigt werden, werden bei Beleuchtung verschiedene optische Konfigurationen unterschieden. 
- Auflichtbeleuchtung (Hellfeld)
  - Texturerfassung – diffuse Beleuchtung möglichst aus der Betrachtungsrichtung der Kamera
  - Anregung im UV- oder IR-Bereich zur Bestimmung von chemischen Eigenschaften
- Seitenbeleuchtung (Dunkelfeld) – seitliche Beleuchtung unter einem geringen Winkel zur Detektion von geometrischen Eigenschaften (Erhebungen, Löcher)
- schräge Beleuchtung (auch Reflex- oder Glanzbeleuchtung, Dunkelfeld) – Beleuchtung unter einem schrägen Winkel: Hierdurch kann der Glanzgrad der Oberfläche oder die geometrischen Eigenschaften (Erhebungen, Löcher) erfasst werden.
- Durchlichtbeleuchtung – Beleuchtung durch das Produkt meist zur Prüfung der Produkthomogenität (Stärke, Verunreinigungen, Risse, Löcher, …) oder auch zur Bestimmung der Produktbreite